# Підволочиський орнітологічний заказник
Підволочи́ський зака́зник — орнітологічний заказник місцевого значення в Україні. Розташований у межах західної частини смт Підволочиськ Тернопільської області.
Площа — 27 га. Створений відповідно до рішення Тернопільської обласної ради № 90 від 25 квітня 1996 року. Перебуває у віданні Підволочиської селищної ради.
Під охороною — західна частина штучної водойми (ставу), орнітологічний комплекс водної та болотної орнітофауни, рідкісних видів водної і болотної рослинності, що мають наукову та пізнавальну цінність. Водяться: чайка, крижень, лелека білий та багато інших видів птахів.
Рішенням Тернопільської обласної ради № 15 від 22 липня 1998 року мисливські угіддя заказника надані у користування Підволочиської районної організації УТМР як постійно діюча ділянка з охорони, збереження та відтворення мисливської фауни.
Станом на 2015 рік територія заказника перебула в запущеному стані, береги водойми засмічені, природоохоронні знаки відсутні.